# Mish'al bin Abd al-Aziz Al Sa'ud
Mishʿal bin ʿAbd al-ʿAzīz Āl Saʿūd (Riad, 5 settembre 1926 – Riad, 3 maggio 2017) è stato un principe, politico e imprenditore saudita, membro della famiglia reale Āl Saʿūd.

## Primi anni di vita
Il principe Mishʿal è nato a Riyāḍ nel 1926, tredicesimo figlio del re ʿAbd al-ʿAzīz.
Era fratello germano dei principi Manṣūr e Mutaib e della principessa Qumash che è morta il 26 settembre 2011. La loro madre era un'armena, Shāhida (morta nel 1938) che taluni hanno riferito che fosse la moglie preferita del re.

## Carriera
Il principe Mishʿal ha servito come ministro della Difesa dal 12 maggio 1951 al 1953 sostituendo il fratello Manṣūr, quando questi morì per avvelenamento da alcol dopo una festa organizzata dall'allora governatore di Riyad Nasser bin Abd al-Aziz Al Sa'ud nel 1951. Fino a tale data, il principe Mishʿal aveva servito come Vice Ministro della Difesa. Quando divenne ministro, il fratello minore Mutayyib è stato nominato suo vice. Come ministro della Difesa, divenne uno dei principi più ricchi della nazione. Ha comprato terreni demaniali per prezzi molto convenienti e da questi ha prodotto profitti straordinari. I suoi modi sono stati segnalati come seri, tranquilli e dignitosi. A causa della sua mancanza di istruzione ed esperienza, il principe Mishʿal ha rischiato di lasciare il ministero completamente disorganizzato. Si appoggiò quindi pesantemente al consiglio e alle raccomandazioni da consulenti stranieri. Egli esercitava una notevole influenza nel governo del re. A causa della notevole potenza di Mishʿal, re ʿAbd al-ʿAzīz, ha contrastato la sua influenza attraverso la nomina di ʿAbd Allāh bin Fayṣal come ministro della Sanità e dell'Interno.
Allo stesso tempo, re ʿAbd al-ʿAzīz ha accorpato il Ministero della Forza Aerea al ministero guidato dal principe Mishʿal per evitare questioni di volo che l'avrebbero fatto dipendere dal principe Ṭalāl, l'allora ministro della Comunicazione. Mishʿal e Ṭalāl non erano d'accordo, sul fatto che l'Arabia Saudita dovesse avere due flotte di compagnie aeree. Nell'aprile del 1955, il principe Ṭalāl si dimise e il Ministero delle Comunicazioni è stato fuso con quello delle finanze. Nel maggio 1955, il re Saʿūd ha ricreato la Guardia Nazionale. Questa è stato guidato dal figlio di Saʿūd, il principe Khālid, che ha sostituito un cittadino comune. Questa mossa ha indebolito il principe Mishʿal perché aveva spesso usato le risorse della vecchia Guardia Nazionale.

## Altre posizioni
Mishʿal e il fratello Mutayyib sono stati estromessi dalle rispettive cariche da re Saʿūd, ma nel 1963 re Fayṣal affidò loro la carica di governatore e di vice governatore, rispettivamente. In particolare, ha servito come governatore della Provincia della Mecca dal 1963 al 1971. Il principe ha lasciato l'incarico nel 1971 per ragioni che non sono del tutto chiare. Mishʿal è stato nominato Presidente del Consiglio di Fedeltà il 10 dicembre 2007.

## Successione al trono
Il principe si è lamentato più di una volta del fatto che avrebbe dovuto essere indicato come principe ereditario, in quanto aveva servito come governatore e ministro ed era più anziano di alcuni dei suoi fratelli. Non è un evento accidentale che la sua impresa, Mishaal International, insieme con i suoi partner tedeschi e cinesi, sia il concorrente principale nella costruzione della gran parte del nuovo sistema ferroviario del regno, affare che vale molti miliardi di dollari. Si sostiene che sia stato immediatamente escluso dalla successione su pressione dei fratelli Sudayrī.

## Influenza
Mishʿal bin ʿAbd al-ʿAzīz non ha ricoperto una posizione ufficiale per decenni, fino alla sua nomina a Presidente del Consiglio di Fedeltà. Si dedicò ampiamente ad interessi commerciali e alle corse di cammelli e all'allevamento. Tuttavia, ha goduto di un ruolo chiave nella gerarchia della famiglia. È anziano quasi quanto il re e il principe ereditario. È stato imparziale nella politica della famiglia, è anche noto per il favore nutrito verso re ʿAbd Allāh e per l'essere suo stretto alleato. La sua posizione neutrale lo hanno reso perfetto per essere nominato presidente del Consiglio di Fedeltà. Questo ruolo è considerato una posizione significativa, dandogli influenza nel processo decisionale in materia di successione.

## Attività commerciali
Mishʿal bin ʿAbd al-ʿAzīz è un importante uomo d'affari, con consistenti investimenti nei settore immobiliare, assicurativo, elettrico, petrolifero e cementifero.
È fondatore dell'Al Shoula Group, che è un importante investitore in sviluppi immobiliari in tutto il Vicino Oriente in partnership con investitori come Dubai Emaar Group, Kuwait Bayt Al Mal Investment Company e dell'Al Rajhi Tameer Group. Consociata interamente alla proprietà di Al Shoula, Dhahran Global è attiva in ampie aree del petrolio e della petrolchimica compreso lo sviluppo di gasdotti, la produzione di petrolio e gas, servizi petroliferi e commercio internazionale dei prodotti. Il CEO di Al Shoula Group è suo figlio, il principe Abd al-Aziz.
Il principe Mishʿal è anche presidente del consiglio di amministrazione della Yanbu Cement company, fondata nel 1976.

## Salute
Nell'ottobre 2009, Mishʿal è stato ricoverato in ospedale a Ginevra, a quanto pare dopo aver subito un ictus. Poi, tornò in Arabia Saudita dopo un trattamento medico non specificato a Beirut nel dicembre 2009.

## Vita personale
I figli del principe sono Fayṣal, Muḥammad, Manṣūr, ʿAbd al-ʿAzīz, Turkī, Khāled, Bandar, Saʿūd, Sulṭān, Alanoud, Mishael, Madawī, Ḥaṣṣa, Nūf, Nūra, Sāra, Māha e Lulwa.
Il principe Mishʿal è il terzo più anziano figlio sopravvissuto del re ʿAbd al-ʿAzīz dopo il principe Bandar e il re ʿAbd Allāh
È sostenitore delle corse di cammelli tradizionale e delle corse di cavalli, e possiede dromedari e cavalli da corsa preziosi. Ogni anno, patrocina corse di cammelli nel regno. Si occupa anche di falconeria tradizionale.

## Morte e funerale
Il principe è morto a Riad il 3 maggio 2017. Le preghiere funebri si sono tenute il giorno successivo nella Grande Moschea di La Mecca dopo la preghiera della sera. La salma è stata poi sepolta nel cimitero al-Adl della città.